# Arnaut Guilhem de Marsan
Arnaut Guilhem  de Marsan (fl. 1160-1180) è stato un nobiluomo e trovatore landese del XII secolo, discendente da un ramo cadetto dei visconti di Marsan, e uno dei più importanti feudatari landesi, essendo lui stesso signore di Roquefort e Montgaillard e co-signore di Marsan.

## Biografia
Arnaut faceva parte della scorta che accompagnava nel 1170 Eleonora (figlia di Enrico II  d'Inghilterra e di Eleonora d'Aquitania) da Bordeaux al confine spagnolo per il suo matrimonio con Alfonso VIII di Castiglia, fatto attestato in un documento di Eleonora d'Aquitania. 
Arnaut Guilhem era anche un poeta lirico occitano che compose uno dei primi ensenhamens o poemi didattici: l'Ensenhamen del cavaier (l'insegnamento del cavaliere). Il medievalista Mark Johnston annota il fatto che la sua opera sia simile a quella di un altro poeta trovatore del XII secolo, Garin lo Brun. 
Secondo quanto si legge in una vida occitana, il trovatore Peire de Valeira proveniva dalle terre di Arnaut Guilhem, il quale era l'antenato di tre rami della casata di Marsan per mezzo dei suoi tre figli: 
- quello dei co-signori di Marsans e signori di Roquefort e Montgaillard;
- quello dei signori di Cauna (nei pressi di Saint-Sever);
- e quello dei signori di Tardets.